# ニュルンベルク綱領
ニュルンベルク綱領（ニュルンベルクこうりょう、ドイツ語: Nürnberger Kodex、英: Nuremberg Code）は、非倫理的な人体実験研究に対し、第二次世界大戦後のニュルンベルク裁判の一環で1947年に行われた「医者裁判」の結果として生まれた、人間を被験者とする研究に関する一連の倫理原則である。これがのちの「ヘルシンキ宣言」といった研究倫理の確立に繋がり、医療倫理の発展、そして患者の権利の確立へと結びついた。
なお、何が戦争犯罪にあたるのかを定義した「ニュルンベルク諸原則」とは異なる。

## 背景
ニュルンベルク綱領の起源は第二次世界大戦前のドイツの政治、特に1930年代と1940年代に始まったと言える。戦前のドイツ医師会は、ドイツの労働者に対する国民皆保険に関する法律など、公衆衛生に大きな関心を抱く進歩的で民主的な団体であると考えられていた。しかしドイツの医師達は、その非倫理的な医療行為について大衆と医学界から非難されつつも、そのほとんどが1920年代半ばに始まる人種衛生学の支持者であった。そして人種衛生学は、アーリア人の「支配人種（master race）」を作り出し、彼らの基準に合わなかった人々を根絶する、という目的の為にドイツ政府によって支援された。人種衛生学の過激派は、ナチスのイデオロギーの中核的概念である「人種的純血」という彼らの目標を達成するために生物学の利用を促進するべく、国民社会主義（ナチズム）と一体化した。医師達は科学的なイデオロギーに惹きつけられ、1929年には、「ユダヤ人ボルシェヴィズム 」からドイツの医学界を浄化する、とし、国民社会主義医師連盟の設立を支援した。同時に、批判も広まり、Reich Health Officeの一員であるAlfons Stauderは、「疑わしい実験には治療目的がない」と主張し、医師でDeaksche Akademieの会長であるFredrich von Mullerもこの批判に加わった。
非倫理的な人体実験の批判を受けて、政府はドイツのヴァイマルで「新しい治療と人間実験のためのガイドライン」を発表した。このガイドラインは与益（beneficence）と無加害（non-maleficence）基づいており、インフォームド・コンセントの法的原則も強調していた。またこのガイドラインは明らかに治療的研究と非治療的研究の違いを区別するものだった。治療目的のために、ガイドラインは絶望的な状況においてのみ同意なしの処置を許可したが、非治療目的のために同意なしのいかなる投与も厳しく禁じられた。しかし、このガイドラインはアドルフ・ヒトラーによって否定される。1942年までに、38,000人以上のドイツ人医師がナチ党に入党し、「ナチの優生保護法（「ナチの優生学」を元にした断種・不妊を進める法律）」のような医療プログラムを実行するのを支援した。
第二次世界大戦後、一連の裁判がナチ党の多数のメンバーを戦争犯罪に責任を問うために開催された。この裁判は1945年5月2日にハリー・トルーマン大統領によって承認され、アメリカ合衆国、イギリス、そしてソビエト連邦が主導した。彼らは1945年11月20日にドイツのニュルンベルクで始まり一連の裁判は ニュルンベルク裁判として知られるようになった。そのうち「医者裁判」として知られるようになった裁判では、戦争中に人間に対して非倫理的な医療処置を行ったドイツの医師達が裁かれた。そこでは、ドイツ国民3,500,000人以上に対しての断種（強制不妊手術）に関与した人々に加えて、強制収容所で非人道的で非倫理的な人体実験を行った医師達に焦点を当てた。
被告の何人かは、彼らが行った実験は戦前に使われた実験とほとんど変わらず、合法と違法の実験を区別する法律はないと主張した。医者裁判の検察側証人だったアンドリュー・アイビーとレオ・アレキサンダーはこの抗弁に危機感を覚え、1947年4月にアレクサンダーは合法的な医学研究のための6つのポイントを概説する覚書を合衆国戦争犯罪評議会に提出した。
1947年8月20日、裁判官はカール・ブラント含む及び他の22名に対する判決を下した。評決では、覚書の要点を6点述べ、そして検察側専門家の医学的助言に応じて、元の6つの要点を10に修正した。この10の要点が「ニュルンベルク綱領」として知られることになった。そして、それはインフォームド・コンセントと被験者が強制されないこと、適切に定式化された科学実験であり、実験参加者に対する利益第一原則などについて触れた。

## ニュルンベルク綱領における10の要点
綱領の10の要点は、"許容されうる医学実験（"Permissable Medical Experiments"）"と題された評決のセクションで与えられたものである。

1. 被験者の自発的な同意は絶対に不可欠なものである。
2. 実験は、社会の利益のために実りある結果を生み出すようなものであるべきであり、他の方法や研究手段では実行不可能なものに限り、また無作為でも本質的に不要なものであってはならない。
3. 実験は、動物実験の結果、及び病気の自然な過程についての知識、研究中の他の問題についての知識、に基づき設計され、予想される結果が実験を正当化させるものでなければならない。
4. 実験は、すべての不必要な肉体的および精神的な苦痛や怪我を避けるものであるべきである。
5. 死亡または身体障害を負う傷害が発生すると信じうる先験的な理由がある場合、実験を実施してはならない。ただし、場合によっては、実験医が自ら被験者としての役割も果たしている実験は除く。
6. 起きうるリスクの程度は、実験によって解決されるべき問題の人道的重要性によって決定されるものを超えてはならない。
7. 被験者を、わずかな怪我や障害の可能性から守るために、適切な準備と、適切な設備のもとで行われるべきである。
8. 実験は科学的に資格のある人によってのみ行われるべきである。実験を行う者、または参加する者は、その実験のすべての段階を通して、最高度の技術と注意が要求されるべきである。
9. 実験の過程で、被験者が実験の継続が不可能であると思われる肉体的または精神的状態に達した場合、実験を終了する自由を被験者に与えるべきである。
10. 実験の過程で、責任者たる科学者は、その立場で求められる誠実さ、優れた技能、注意深い判断力、に基づいて、万一被験者に傷害、身体障害、または死をもたらす可能性がある場合には、いつでも実験を終了できるよう、備えをしておかなければならない。

## 作者論議
当初、ニュルンベルク綱領はそれほど注目されなかったが、書かれてから約20年ではるかに大きな意味を持つようになった。その結果、本規範の創設貢献者として相当の対立する主張が存在するようになった。医師裁判を統括した3人の米国裁判官のうちの1人であるHarold Sebringが作者であると主張する人もいる。検察のチーフメディカルエキスパート証人であるレオ・アレクサンダー医学博士とアンドリュー・アイビー医学博士もそれぞれ著者として特定されている。英国の医師で「Human Guinea Pigs」の本の著者であるアンドリュー・アイビー（Andrew Ivy）はMaurice H. Pappworthへの手紙の中で、自分が綱領の唯一の著者であると主張している。裁判から約30年後レオ・アレクサンダー（Leo Alexander）も、自らが単独の著者であると主張した。しかし、裁判の筆記録、背景文書、そして最終的な評決を注意深くみると、その著作が共有され、綱領が裁判自体から生まれた、という考えがより受け入れられたものとなっている。

## 意義
ニュルンベルク綱領自体はどの国によっても法として、またはどの協会によっても公式の倫理ガイドラインとしてそのまま正式に承認されたものではない。実際、個々の患者に対するヒポクラテス的義務および情報を提供する必要性に関する本規範の言及は、当初アメリカ医師会によって好まれていなかった。西欧諸国は当初、ニュルンベルク綱領を「野蛮人のための法典」として棄却し、文明化した医師のためのものではないとされた。たしかに、最終判決において、ニュルンベルク綱領を、政治囚、有罪判決を受けた重罪者、健康なボランティアなどへのケースに適用すべきかどうかの点は明らかにされていなかった。明確さの欠如、非倫理的な医学実験の残忍性、そしてニュルンベルク綱領の妥協のない言葉は、その綱領が単なる乱暴な侵害のために作られたもの、というイメージを生み出した。
しかし今では、本綱領は、世界の人権に大きな影響を与えた臨床研究倫理の歴史の中で最も重要な文書であると考えられている。ニュルンベルク綱領とそれに関連したヘルシンキ宣言は、米国保健社会福祉省によって発行された人間の倫理的取扱いに関する連邦規則集タイトル45パート46、の基礎にもなっている。
さらに、インフォームド・コンセントの概念は広く受け入れられており、現在では国連の「市民的および政治的権利に関する国際規約」の第7条を構成している。また、世界保健機関によって提案されたヒトを含む生物医学研究のための国際倫理指針の基礎として貢献するものともなっている。